# Bajo las banderas, el sol
Bajo las banderas el sol, cuyo nombre internacional es Under the Flags, the Sun es una película documental paraguaya de 2025 dirigida por Juanjo Pereira. Ganó el Premio Fipresci de la Crítica Internacional en la sección Panorama Berlinale 75, en 2025. Ha sido presentada en numerosos festivales. Su estreno en México se hizo durante el FICUNAM 15 en mayo de 2025.

## Sinopsis
El largometraje narra visualmente la vida de las personas en Paraguay durante la dictadura de Alfredo Stroessner, a partir de archivos audiovisuales provenientes de varios países del mundo. En abril de 2025 obtuvo el Gran Premio de la 26ª edición del Buenos Aires Festival de Cine Independiente (Bafici) en el cual los jurados expresaron:
"Una película meticulosamente investigada que con maestría y precisión hilvana material de archivo de uno de los capítulos más oscuros de la historia paraguaya para crear un testimonio poderoso y conmovedor del régimen autoritario mediante el uso preciso de imágenes y un diseño sonoro excepcional. El film nos permite no solo reflexionar, sino también sentir un tiempo pasado que está lejos de estar cerrado. Con herederos del antiguo régimen aún en el poder, el legado de la dictadura perdura y esta película se convierte en un espejo pero también en una advertencia. Existe la tentación de normalizar o estetizar las tendencias autoritarias y, en cambio, ofrece una observación aguda y sobria de los mecanismos del poder en un momento en que los movimientos autoritarios y fascistas están resurgiendo alrededor del mundo, este film nos recuerda de manera urgente que debemos permanecer alertas".

## Producción
Ha recibido fondos internacionales durante su proceso de producción y postproducción. En 2024 fue premiado en Canadá en el marco del Pitch Forum del Festival Internacional de Cine Documental de Canadá Hot Docs, con el tercer puesto del premio First Look. Además, obtuvo el premio APORDOC Arché en el Festival DOC Lisboa (Portugal), primer lugar en el Mercado Entre Fronteras (Gramado, Brasil) y fue seleccionado para participar del MAFIZ (Málaga). 
Luego de identificar y recopilar más de 80 horas de materiales en diversos formatos, tanto fílmicos como de video, se incluyeron en el corte final archivos provenientes de Paraguay, Argentina, Brasil, Francia, Alemania, Japón, Taiwán, España, Reino Unido, Estados Unidos y Bélgica.